# Bitva o San Matteo
Bitva o San Matteo je jedna z posledních bitev první světové války mezi Rakouskem-Uherskem a Itálií, odehrála se v srpnu 1918 a skončila na začátku září. Bitva o 3678 m vysoký alpský štít Punta San Matteo byla až do roku 1999 geograficky nejvýše se odehrávající bitvou, potom ji nahradil kárgilský konflikt mezi Indií a Pákistánem ve výšce více než 5 000 m n. m. Bitva o San Matteo byla poslední bitvou, kterou kdy vyhrálo Rakousko-Uhersko. Získalo tak zpět toto stanoviště po třech týdnech po tom, co ho zabrala Itálie svým útokem z 13. srpna 1918.